# 楠不伝
楠 不伝（くすのき ふでん、生没年不詳）は江戸時代前期の武士。楠木正辰の子、楠木正虎の孫。本名は良清、通称嘉兵衛。
自らも兵法家（軍学者）として天正年間には堀内氏に仕え、後に竹坊氏を継いだ。
俗説では由比正雪に楠流軍学を教え、養子にしたなどとされるが、これは江戸時代の実録本『慶安太平記』の潤色で、事実ではない。